# Christine Willes
Pour les articles homonymes, voir Willes.
Christine Willes est une actrice canadienne.

## Filmographie

### Cinéma
- 2008 : Trick 'r Treat : Mrs. Henderson
- 2009 : Dead Like Me : Life After Death : Dolores Herbig
- 2010 : Le Chaperon rouge (Red Riding Hood) : Madame Lazar
- 2014 : Kid Cannabis : femme garde-frontière
- 2015 : Cinquante Nuances de Grey (Fifty Shades of Grey) : Etudiante oratrice

### Télévision

#### Séries télévisées
- 1989 : 21 Jump Street (saison 3, épisode 11) : Nurse
- 1995-1997 : X-Files : Aux frontières du réel (épisodes 2x13, 2x21, 4x22) : Agent Karen E. Kosseff
- 1997 : Au-delà du réel : L'aventure continue (saison 3, épisode 6) : Nurse Yvette
- 1998 : Love Therapy (saison 1, épisode 1) : Docteur #1
- 1998-1999 : Mercy Point (7 épisodes) : Nurse Molly Tobitt
- 1998-1999 : Chérie, j'ai rétréci les gosses (6 épisodes) : Mme Gotteramerding
- 1999 : Hope Island (en) (saison 1, épisode 3) : Mme Salvo
- 2001 : Aux frontières de l'étrange (saison 3, épisode 17) : serveuse
- 2002 : Dark Angel (saison 2, épisode 21) : dame de l'Eglise
- 2003-2004 : Dead Like Me : Dolorès Herbig
- 2004 : Kingdom Hospital (saison 1, épisode 4) : Emma Warburton
- 2006 : Psych : Enquêteur malgré lui (saison 1, épisode 2) : Mlle Foote
- 2007 : Flash Gordon (saison 1, épisode 6) : Edie Atkins
- 2007-2009 : Le Diable et moi (Reaper) : Gladys / DMV Demon
- 2009 : Defying Gravity (saison 1, épisodes 3 & 8) : Dr Greer
- 2009 : The Good Wife (saison 1, épisode 1) : Lanie
- 2010-2011 : Smallville (saison 10, épisodes 8, 20 & 21) : Granny Goodness
- 2011 : Hellcats (saison 1, épisode 22) : -
- 2011 : InSecurity (saison 2, épisodes 4 & 5) : mère d'Alex
- 2012-2013 : Dr Emily Owens : E.R. Nurse
- 2014 : Signed, Sealed, Delivered (saison 1, épisode 1) : Vivian Lasseter
- 2014 : Les 100 (saison 1, épisodes 4, 7 & 9) : Vera Kane
- 2015 : Mistresses : Patty Deckler
- 2015 : Supernatural (saison 11, épisode 2) : Grand-mère de Jenna
- 2016 : X-Files : Aux frontières du réel (saison 10, épisode 2) : Sœur Mary
- 2016 : Heartbeat (saison 1, épisode 1) : Mme Rothberg
- 2016 : Aftermath (saison 1, épisode 10) : la Nurse
- 2017 : Toi, moi et elle  (You Me Her) (saison 2, épisode 8 & 9) : Rita Seaver
- 2018 : Good Doctor (saison 2, épisode 3) : Juge Vicki Spain
- 2019 : Michelle's (saison 1, épisode 4) : Tea Woman

#### Téléfilms
- 1992 : L'enfant de la colère (Child of Rage) : Professeur (non créditée)
- 1992 : Shame : Claire
- 1994 : Moment of Truth: To Walk Again : Balboa nurse
- 1995 : Les Galons du silence (Serving in Silence: The Margarethe Cammermeyer Story) : Col. Angela Webber
- 1996 : For Hope : Nurse Stark
- 1996 : Jalousie maternelle (A Kidnapping in the Family) : Ellen
- 1997 : Papa craque (Dad's Week Off) : Alice
- 1998 : Outrage : Juge
- 1999 : Silver Wolf : Mme Gates
- 2000 : Runaway Virus : Tall Woman
- 2000 : Le Secret du vol 353 (Sole Survivor) : Mercy Ealing
- 2004 : The Book of Ruth : DeeDee
- 2005 : La dernière chance (FBI: Negotiator) : Mme Branch
- 2006 : A Little Thing Called Murder : Loretta
- 2006 : Femmes d'exception (Four Extraordinary Women) : Dr Warner
- 2006 : Le prix de la trahison (To Have and to Hold) : McNary
- 2007 : Revanche de femme (Write & Wrong) : Assistante de Marty
- 2007 : Boule de neige (Snowglobe) : Joy
- 2008 : La porte dans le noir (Nightmare at the End of the Hall) : Robin
- 2009 : De mères en filles (Sorority Wars) : Mary Lee Snow
- 2011 : To the Mat : Cecile Slocum
- 2011 : Esprit maternel (Possessing Piper Rose) : Ruth
- 2012 : Les 12 plaies de l'apocalypse (The 12 Disasters of Christmas) : Miriam
- 2014 : Zapped : Une application d'enfer ! (Zapped) : Principal Mumford
- 2014 : Le Médaillon de Noël (The Christmas Secret) : Gloria
- 2014 : Le vrai visage de mon mari (Til Death Do Us Part) : Liz
- 2015 : Un mariage sans fin (I Do, I Do, I Do) : Margaret Lorenzo
- 2016 : Deux Sœurs pour une vengeance (Bad Twin) : Liz
- 2016 : Maman 2.0 (Summer Love) : Eleanor
- 2018 : Le courrier de Noël (Christmas Pen Pals) : Martha
- 2019 : Le dernier cœur à prendre (The Last Bridesmaid) : Grand-mère Raye

#### Série de téléfilms
- 2015-2020 : Enquêtes gourmandes (The Gourmet Detective) : Doris
  - 2015 : Enquêtes gourmandes : Meurtre au menu (The Gourmet Detective) de Scott Smith
  - 2015 : Enquêtes gourmandes : Meurtre quatre étoiles (The Gourmet Detective: A Healthy Place to Die) de Scott Smith
  - 2016 : Enquêtes gourmandes : Meurtre al dente (The Gourmet Detective: Death Al Dente) de Terry Ingram
  - 2017 : Enquêtes gourmandes : Festin mortel (The Gourmet Detective: Eat, Drink & Be Buried) de Mark Jean

## Voix françaises
- Marie-Martine dans :
  - Dead Like Me : Delores Herbig (2003-2004)
  - Femmes d'exception : Dr Warner (2006)
  - Boule de neige (2007)
  - Le Diable et moi : Gladys (2007-2009)

- Frédérique Cantrel dans Le Médaillon de Noël : Gloria (2014)